# فوقسانيات
الفوقسانيات (الاسم العلمي: Fucophycidae) هي صنف من الطلائعيات تتبع طائفة الطحالب البنية.

## التصنيف
- رتبة الفوقسيات
  - الفصيلة الفوقسية
  - الفصيلة السرجسية
- رتبة اللاميناريات
  - الفصيلة اللامينارية